# Starzec górski

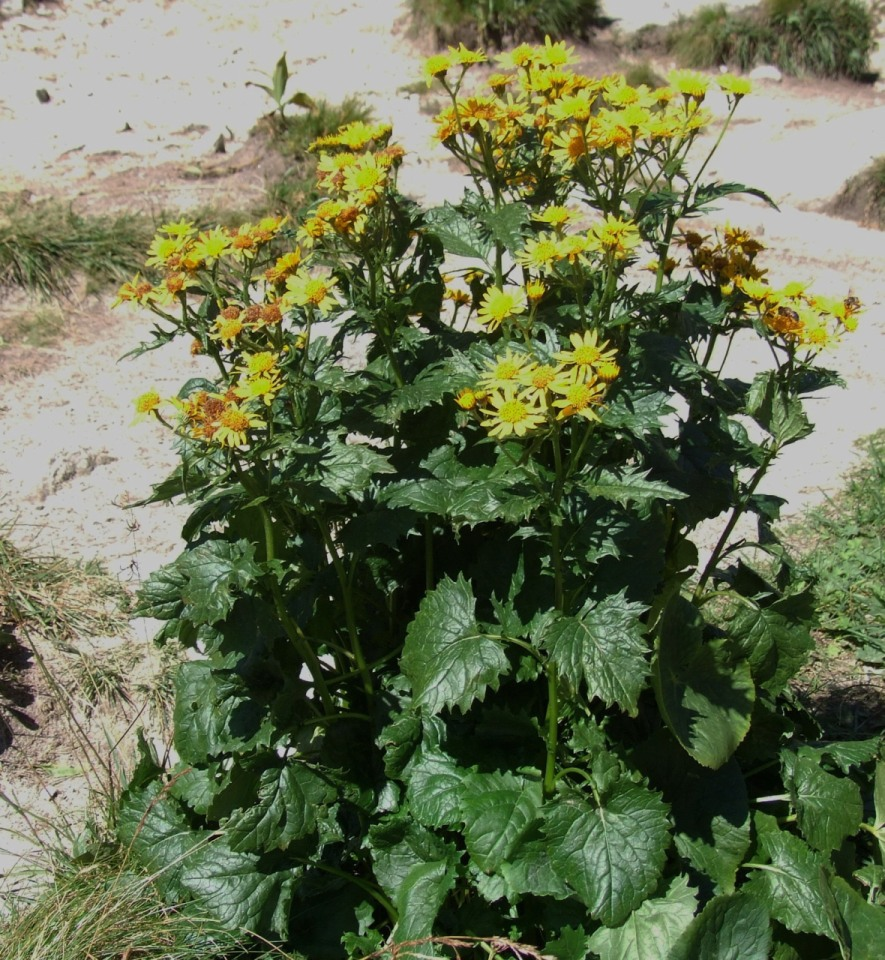
Pokrój

Starzec górski, starzec subalpejski (Senecio subalpinus W. D. J. Koch, według innych ujęć Jacobaea subalpina (W.D.J.Koch) Pelser & Veldkamp) – gatunek rośliny należący do rodziny astrowatych. Występuje w Karpatach, wschodnich Alpach oraz górach Półwyspu Bałkańskiego. W Polsce jest pospolity w Karpatach.

## Morfologia
ŁodygaWzniesiona, prosta, górą rozgałęziająca się, naga lub rzadko pajęczynowato owłosiona. Osiąga wysokość 30–90 cm. Pod ziemią roślina posiada grube kłącze.
LiścieOdziomkowe i dolne łodygowe sercowate, lub trójkątno-sercowate, na dość długim ogonku, o blaszce ząbkowanej lub karbowanej. Górne o zmiennym kształcie – wąskorombowe, pierzasto-dzielne lub pierzasto-sieczne, o uszkowatych nasadach obejmujących łodygę. Nagie lub owłosione tylko na nerwach, czasami zdarzają się okazy o rzadko pajęczynowatym owłosieniu na spodniej stronie blaszki.
KwiatyZebrane w wyrastające w luźnym podbaldachu koszyczki o średnicy 3–4 cm. Na brzegu koszyczka kwiaty języczkowe, żeńskie, wewnątrz koszyczka kwiaty rurkowate, obupłciowe. Okrywa koszyczka złożona z ok. 21 listków. Kwiaty mają pomarańczowy lub pomarańczowo-żółty kolor.
OwocNagie niełupki o długości ok. 3 mm, wyposażone w dwukrotnie dłuższy puch kielichowy złożony z jedwabistych, białych włosków.

## Biologia i ekologia
- Bylina, hemikryptofit. Kwitnie od czerwca do sierpnia, nasiona rozsiewane są przez wiatr.
- Siedlisko: brzegi potoków, hale górskie i polany, świetliste lasy. Występuje na różnych podłożach, od regla dolnego aż po piętro alpejskie. W klasyfikacji zbiorowisk roślinnych gatunek charakterystyczny dla Cl. Betulo-Adenostyletea[6]

## Zmienność
Tworzy mieszańce z starcem jakubkiem.